# Dolores (Nicaragua)
Dolores is een gemeente in Nicaragua in het departement Carazo. In 2015 telde de kleinste gemeente qua oppervlakte, namelijk 2,62 km², 8100 inwoners. Hiermee heeft Dolores een bevolkingsdichtheid van 3108 inwoners per vierkante kilometer.

## Geografie
Dolores ligt zo'n 44 kilometer ten zuiden van de landelijke hoofdstad Managua en op slechts 1 kilometer van Jinotepe. Het bevindt zich op een hoogte van 583 m boven zeeniveau.

### Aangrenzende gemeenten
| Aangrenzende gemeenten | Aangrenzende gemeenten | Aangrenzende gemeenten | Aangrenzende gemeenten | Aangrenzende gemeenten |
| ---------------------- | ---------------------- | ---------------------- | ---------------------- | ---------------------- |
|                        |                        |                        |                        |                        |
|                        |                        |                        |                        |                        |
| Diriamba               | Jinotepe               |                        |                        |                        |
|                        |                        |                        |                        |                        |
|                        |                        |                        |                        |                        |

### Klimaat
Dolores heeft een savanneklimaat.

## Economie
De economie van Dolores is met name gericht op de landbouw, en dan vooral het verbouwen van basisproducten als rijst, bonen en groenten.

## Verkeer en vervoer
De Pan-Amerikaanse snelweg loopt door de gemeente en zorgt zo voor een verbinding met Diriamba en Jinotepe.